# Edu (football, 1949)
Pour les articles homonymes, voir Edu.
Jonas Eduardo Américo, surnommé Edu, né le 6 août 1949 à Jaú (Brésil), est un footballeur international brésilien jouant au poste d'attaquant. Le joueur était renommé pour son habileté, ses dribbles et ses puissantes frappes. Le point culminant de sa carrière est la victoire en Coupe du monde de football 1970 au Mexique.
Edu évolue dans six clubs brésiliens durant sa carrière, de 1966 à 1985 (le Santos FC, le SC Corinthians, le SC Internacional, São Cristóvão, le Nacional FC et Dom Bosco) ainsi que pour un club mexicain, le Tigres UANL de 1978 à 1983.

## Biographie

### En club
Le jeune Edu a 15 ans en 1964 quand il est repéré par Pelé, qui habitait non loin de sa famille. Il l'emmena au Santos FC pour un essai, le club où lui-même avait commencé au même âge. Très vite, il passe des équipes jeunes à l'équipe professionnelle où il joue son premier match à 16 ans, 6 mois et 25 jours, entrant en jeu le 3 mars 1966, lors d'une victoire 2 à 1 contre Portuguesa de Desportos dans le championnat de São Paulo. Le match suivant, il joue à la place de Pelé, blessé, Edu marque deux buts lors de la victoire 5 à 2 contre Bangu, le premier sur coup franc et le deuxième en dribblant toute la défense.
Edu restera onze saisons au Santos FC, disputant un total de 584 matchs avec 183 buts inscrits, soit une moyenne de 16,6 buts par saison. Il est le sixième joueur le plus capé et le septième meilleur buteur de l'histoire du Santos FC. Avec ce club, il remporte 4 championnats de São Paulo, le championnat du Brésil en 1968 et la Supercoupe des champions intercontinentaux en 1969.
En 1977, il rejoint le SC Corinthians et devient champion du Campeonato Paulista 1977. Après seulement une saison, il quitte les Corinthians pour le SC Internacional, où il ne reste également qu'une saison avant de rejoindre le Mexique et les Tigres UANL puis reviendra au Brésil, où il continuera de jouer jusqu'à 36 ans.

### Équipe nationale

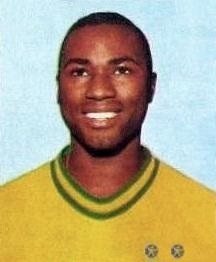
Edu en 1970.

Edu, qui n'a joué que quelques matchs de championnat, mais montré tout son talent, est appelé en équipe du Brésil qui joue la Coupe du monde de football 1966 en Angleterre. À 16 ans, il est le plus jeune joueur appelé pour disputer une Coupe du monde, toutefois il n'entrera pas en jeu. 
En 1970, il est sacré champion du monde au Mexique en ayant joué un match.
En 1974, il participe à sa troisième Coupe du monde où il entre également en jeu pour un match de poule.

## Palmarès
Avec l'équipe du Brésil de football
- Vainqueur de la Coupe du monde de football 1970.
- Vainqueur de la Copa Rio Branco en 1968.
- Vainqueur de la Taça Oswaldo Cruz (pt) en 1968.

Avec le Santos FC
- Vainqueur de la Supercoupe des champions intercontinentaux en 1969.
- Vainqueur de la Recopa Sudamericana en 1968.
- Vainqueur du Championnat de São Paulo de football en 1967, 1968, 1969 et 1973.
- Vainqueur du Tournoi Roberto Gomes Pedrosa en 1968.

Avec le SC Corinthians
- Vainqueur du Championnat de São Paulo de football en 1977.

Avec le Nacional FC
- Vainqueur du Championnat de l'Amazonas de football en 1983 et 1984.

Distinctions personnelles
- Vainqueur du Bola de Prata en 1971.